# Barloworld

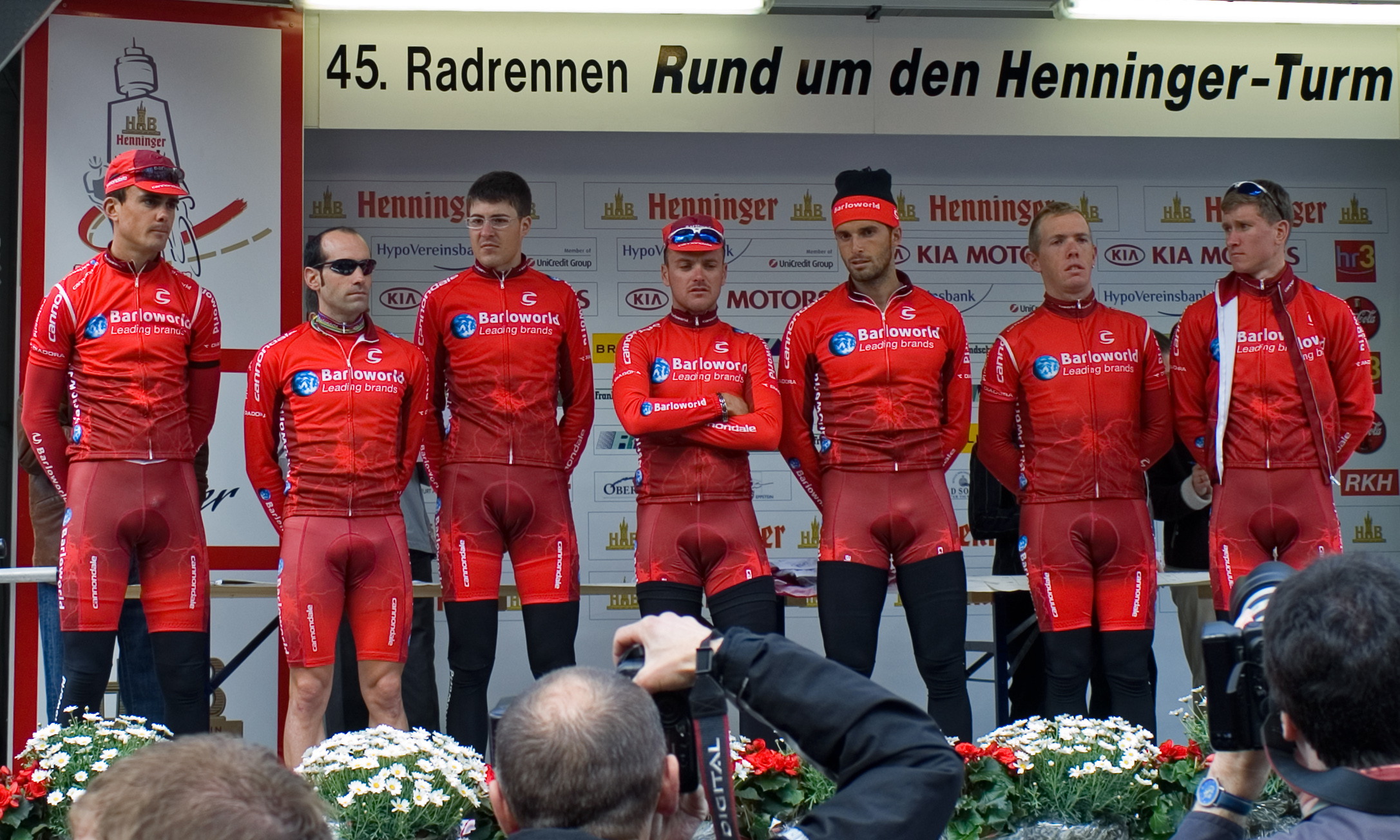
Delar av Barloworld under Rund um den Henninger-Turm 2006

Barloworld (BAR) var ett professionellt cykelstall som tillhör UCI Professional Continental Team, men som har fått köra större tävlingar såsom Tour de France. Stallet ägdes av Claudio Corti. Sportdirektörer var Valerio Tebaldi, Christian Andersen och Alberto Volpi. Stallet startades 2003 med i huvudsakligen sydafrikanska cyklist, men har sedan dess varit baserat i Italien (2004) och mellan 2005 och 2009 var stallet baserat i Storbritannien. Sponsorn var en konsult med inriktning på varumärkesfrågor. 
Stallet körde Tour de France 2007 och blev därför det första stallet från Storbritannien sedan ANC-Halfords Cycling Team 1987. Barloworld vann två etapper under Tour de France det året med sydafrikanen Robert Hunter och colombianen Mauricio Soler. Soler tog också hem segern i bergspristävlingen och Hunter blev tvåa i sprinttävlingen. Barloworlds då 21-åriga Geraint Thomas var den yngste deltagaren under Tour de France 2007. Thomas kommer från banvärlden, där han bland annat tog guld i världsmästerskapen 2007. 
Stallets cyklist Ryan Cox avled i augusti 2007 efter att en pulsåder i vänster ben sprack under en operation.
Barloworld började också året 2008 på ett bra sätt när deras cyklist Baden Cooke vann den första etappen av Jayco Bay Cycling Classic den 2 januari 2008.
Efter att stallets cyklist Moisés Dueñas Nevado erkände dopningsanvändning under Tour de France 2008 valde stallets sponsor Barloworld att hoppa av men stallet bestämde sig trots det för att fortsätta året ut och försöka hitta en ny sponsor till det kommande året. I slutet av oktober berättade det sydafrikanska företaget Barloworld trots det att de tänkte fortsätta sponsra laget även i framtiden. Cyklisterna i stallet tog under säsongen 22 vinster och italienaren Enrico Gasparotto vann UCI Europe Tour. 
Under säsongen 2009 kom Barloworld återigen med nyheten att de kommer att sluta att sponsra laget efter säsongen 2009, Claudio Corti sades leta febrilt efter en ny huvudsponsor samtidigt som lagets stora stjärna Mauricio Soler blev kontrakterad av Caisse d'Epargne. Laget lades ned efter säsongen 2009.

## Barloworld 2009
| Namn                 | Födelsedag | Nationalitet   | Stall 2008 |
| John-Lee Augustyn    | 10.08.1986 | Sydafrika      |            |
| Francesco Bellotti   | 06.08.1979 | Italien        |            |
| Diego Caccia         | 31.07.1981 | Italien        |            |
| Patrick Calcagni     | 05.07.1977 | Italien        |            |
| Félix Cardenas       | 24.11.1972 | Colombia       |            |
| Giampaolo Cheula     | 23.05.1979 | Italien        |            |
| Marco Corti          | 15.06.1985 | Italien        |            |
| Steven Cummings      | 19.03.1981 | Storbritannien |            |
| Chris Froome         | 20.05.1985 | Storbritannien |            |
| Robert Hunter        | 22.04.1977 | Sydafrika      |            |
| Daryl Impey          | 06.12.1984 | Sydafrika      |            |
| Paolo Longo Borghini | 10.12.1980 | Italien        |            |
| Michele Merlo        | 07.08.1984 | Italien        | Nybörjare  |
| Hugo Sabido          | 14.12.1979 | Portugal       |            |
| Carlo Scognamiglio   | 31.05.1983 | Italien        |            |
| Mauricio Soler       | 14.01.1983 | Colombia       |            |
| Geraint Thomas       | 25.05.1985 | Storbritannien |            |